# ترنگ‌تپه
ترنگ‌تپه، روستایی است از توابع بخش گالیکش شهرستان مینودشت در استان گلستان ایران.

## جمعیت
این روستا در دهستان ینقاق قرار داشته و بر اساس سرشماری سال ۱۳۸۵ جمعیت آن ۵۵۳ نفر (۱۲۹ خانوار)
بوده است.